# Phương pháp tư duy cảm xúc
Phương pháp tư duy cảm xúc phát triển một nhóm các hoạt động có thể được dùng cho cá nhân hoặc nhóm. Phương pháp này liên quan đến việc phát triển Trí tuệ cảm xúc theo cách tương tự như Daniel Goleman (1995) đã đề ra trong cuốn sách Trí tuệ cảm xúc, một cuốn sách bán chạy nhất được viết vào năm 1995.

## Phương pháp tư duy cảm xúc
Trí tuệ cảm xúc dựa trên một số năng lực nhằm giúp một người đạt được thành công trong cuộc sống cá nhân, nghề nghiệp và đời sống xã hội. Những loại năng lực này thường được thu nhận trong trường học và trong suốt cuộc đời trưởng thành, nhưng không được dạy một cách chi tiết. Lý do những loại năng lực này được cho không được dạy, vì chúng là đặc trưng riêng của sự trưởng thành trong mỗi cá nhân. 

## Năng lực cảm xúc
Phương pháp này đề xuất bảy năng lực cảm xúc, bốn trong số đó đề cập đến chính bản thân cá nhân như khả năng hiểu biết về bản thân, tự đánh giá, kiềm chế cảm xúc và động lực thúc đẩy cá nhân; và ba năng lực nữa đề cập đến những người khác, như: hiểu biết về những người khác, đánh giá cao người khác và kiểm soát họ.
- Hiểu biết về bản thân là năng lực đầu tiên cần phát triển và đương nhiên sẽ thông qua khả năng tiếp thu, kỹ năng, tính cách, sở thích, mục tiêu, v.v,  Điểm này thường bị bỏ qua trong các chương trình giáo dục. Bao gồm ý thức về nội tâm, tự hiểu biết về bản thân, tự hiểu biết về cảm xúc, tự phê bình và nhận thức về chính mình.
- Tự đánh giá - năng lực thứ hai của Phương pháp tư duy cảm xúc. Năng lực này có mối quan hệ cơ bản với khái niệm bản ngã và lòng tự trọng. Trong phương pháp này, lòng tự trọng là động lực thực sự thúc đẩy hành vi con người. Khi một người cảm thấy mình không hạnh phúc, họ cảm thấy không đủ sức lực cho công việc, để tạo dựng mối quan hệ với người khác hoặc để sống cuộc đời họ muốn. Trái ngược lại, khi một người hạnh phúc với chính mình, thì họ cảm thấy rằng họ có thể đối mặt với những thách thức và dự án mới và tham gia vào các vấn đề trong đời sống. Năng lực này là kết quả của việc phát triển khả năng nhạy cảm, quyến rũ, tình dục, đánh giá đúng đắn về cảm xúc và thái độ, sự lạc quan, hạnh phúc và lòng tự trọng.
- Thứ ba là kiềm chế cảm xúc. Cảm xúc là phương tiện được động vật sử dụng để sinh tồn. Cảm xúc cung cấp cho động vật và con người một phản ứng nhanh để chống lại kẻ thù của họ. Căng thẳng, sợ hãi và lo lắng là những cảm xúc giúp tránh các cuộc tấn công từ bên ngoài thông qua phản ứng cảnh báo, rút lui hoặc thậm chí, tấn công vào những mối nguy hiểm có thể đến từ bên ngoài. Nhưng theo phương pháp này, nếu mọi người không quản lý những cảm xúc cơ bản này, thì chúng có thể quản lý họ. Năng lực này phát triển ba kỹ năng cảm xúc là: ức chế vận động, tự kiểm soát và kiểm soát tâm trí.
- Động lực cá nhân là năng lực cuối cùng được phát triển bởi Phương pháp tư duy cảm xúc. Động lực là sức mạnh thúc đẩy hành vi và đời sống con người và đó là lý do tại sao sở thích và khát khao lại ảnh hưởng đến những hành động của chúng ta thực hiện trong ngày. Kỳ vọng, ước mơ và nhiệt huyết (đặc biệt là cái cuối cùng này) là lực đẩy thực sự để làm việc, để yêu thương và để sống. Phương pháp tư duy cảm xúc giới thiệu một tập hợp các năng lực sẽ được phát triển, như: khởi động, hiệu suất, chất lượng, công cụ, phương tiện, tính toàn cầu, lập kế hoạch, văn hóa, đổi mới, mở rộng lợi ích, quyết tâm và đánh giá.
- Có ba năng lực trong phương pháp tư duy cảm xúc này hướng đến cách tạo dựng mối quan hệ với người khác. Vì vậy, năng lực thứ năm trong phương pháp tư duy cảm xúc là Sự hiểu biết về người khác. Thành công trong cuộc sống phụ thuộc rất nhiều vào cách mà mọi người hòa hợp với những người khác sống cạnh họ. Vì vậy, điều rất quan trọng là phải biết tính cách của họ, những gì họ quan tâm, và nhu cầu của họ. Hiểu biết về tính cách, về năng khiếu của họ, sự thấu cảm, khả năng giao tiếp, phân tích xã hội, đánh giá cao sự đa dạng là một số năng lực được phát triển trong phần thứ năm của phương pháp này.
- Đánh giá cao người khác là năng lực thứ sáu của phương pháp tư duy cảm xúc. Cách bạn đánh giá cao mọi người là một năng lực quyết định để tăng vị trí của bạn trong mối quan hệ với họ. Trong phương pháp này, mười năng lực cấu thành bốn nhóm.

1. Nhóm đầu tiên liên quan đến các năng lực cần thiết cho một mối quan hệ: dễ gần, niềm nở và khoan dung.
2. Nhóm thứ hai bao gồm các năng lực để tạo sự kết nối: tự tin, hiểu biết và hòa đồng.
3. Nhóm thứ ba bao gồm ba mức độ gần gũi: người đồng hành, tình bạn và tình yêu.
4. Cuối cùng là sống có trách nhiệm.

- Năng lực cuối cùng được phát triển trong phương pháp tư duy cảm xúc là: Kiểm soát người khác. Nhiều người chỉ trích năng lực này vì cho rằng nó không có sự tôn trọng người khác. Nhưng năng lực này giúp phát triển mối quan hệ, tổ chức nhóm, khả năng giải quyết xung đột và đặc biệt là khả năng lãnh đạo.